# Вейн (округ, Іллінойс)
Шаблон:StateAbbr_ 38°26′ пн. ш. 88°25′ зх. д. / 38.43° пн. ш. 88.42° зх. д.
Округ Вейн (англ. Wayne County) — округ (графство) у штаті Іллінойс, США. Ідентифікатор округу 17191.

## Історія
Округ утворений 1819 року.

## Демографія
За даними перепису 
2000 року 
загальне населення округу становило 17151 осіб, зокрема міського населення було 5277, а сільського — 11874.
Серед мешканців округу чоловіків було 8346, а жінок — 8805. В окрузі було 7143 домогосподарства, 4973 родин, які мешкали в 7950 будинках.
Середній розмір родини становив 2,88.
Віковий розподіл населення поданий у таблиці:
| Стать    | До 15 років | 15-21 | 22-29 | 30-39 | 40-49 | 50-65 | 65-85 | Понад 85 |
| -------- | ----------- | ----- | ----- | ----- | ----- | ----- | ----- | -------- |
| Чоловіки | 1743        | 808   | 757   | 1121  | 1204  | 1419  | 1169  | 125      |
| Жінки    | 1579        | 773   | 691   | 1131  | 1199  | 1508  | 1579  | 345      |

## Суміжні округи
- Клей — північ
- Ричленд — північний схід
- Едвардс — схід
- Вайт — південний схід
- Гамільтон — південь
- Джефферсон — південний захід
- Меріон — північний захід

## Виноски
1. ↑  U.S. Decennial Census. United States Census Bureau. Архів оригіналу за 19 липня 2018. Процитовано 9 липня 2014.
2. ↑  Historical Census Browser. University of Virginia Library. Архів оригіналу за 16 серпня 2012. Процитовано 9 липня 2014.
3. ↑  Population of Counties by Decennial Census: 1900 to 1990. United States Census Bureau. Архів оригіналу за 24 квітня 2014. Процитовано 9 липня 2014.
4. ↑  Census 2000 PHC-T-4. Ranking Tables for Counties: 1990 and 2000 (PDF). United States Census Bureau. Архів оригіналу (PDF) за 18 грудня 2014. Процитовано 9 липня 2014.
5. ↑  State & County QuickFacts. United States Census Bureau. Архів оригіналу за 22 липня 2011. Процитовано 9 липня 2014.(англ.) Наведено за англійською вікіпедією.
6. ↑  American FactFinder. Бюро перепису населення США. Архів оригіналу за 26 лютого 2012. Процитовано 31 січня 2008.

| США | Це незавершена стаття з географії США. Ви можете допомогти проєкту, виправивши або дописавши її. |